# Australasian Championships 1926
| ◄ Australasian Championships 1926 ► | ◄ Australasian Championships 1926 ► |
| --- | ----------------------------------- |
| Datum: | 23. Januar – 2. Februar 1926        |
| Auflage: | 19. Australasian Championships      |
| Ort: | Adelaide                            |
| Belag: | Rasen                               |
| Titelverteidiger |                                     |
| Herreneinzel: | James Anderson                      |
| Dameneinzel: | Daphne Akhurst                      |
| Herrendoppel: | Pat O’Hara Wood Gerald Patterson    |
| Damendoppel: | Sylvia Harper Daphne Akhurst        |
| Mixed: | Daphne Akhurst James Willard        |
| Sieger |                                     |
| Herreneinzel: | John Hawkes                         |
| Dameneinzel: | Daphne Akhurst                      |
| Herrendoppel: | John Hawkes Gerald Patterson        |
| Damendoppel: | Meryl O’Hara Wood Esna Boyd         |
| Mixed: | Esna Boyd John Hawkes               |
| Grand Slams 1926 |                                     |
| - Australasian Championships - Internationale französische Tennismeisterschaften - Wimbledon Championships - U.S. National Championships |                                     |

Die 19. Australasian Championships waren ein Tennis-Rasenplatzturnier der Klasse Grand Slam, das von der ILTF veranstaltet wurde. Es fand vom 23. Januar bis 2. Februar 1926 in Adelaide, Australien statt.
Titelverteidiger im Einzel waren James Anderson bei den Herren sowie Daphne Akhurst bei den Damen. Im Herrendoppel waren Pat O’Hara Wood und Gerald Patterson, im Damendoppel Sylvia Harper und Daphne Akhurst die Titelverteidiger. Im Mixed waren Daphne Akhust und James Willard die Titelverteidiger.

## Dameneinzel
| Nr. | Spielerin      | Erreichte Runde |
| --- | -------------- | --------------- |
| 01. | Daphne Akhurst | Sieg            |
| 02. | Esna Boyd      | Finale          |
| 03. | Sylvia Harper  | Halbfinale      |
| 04. | Marjorie Cox   | Halbfinale      |

| Nr. | Spielerin             | Erreichte Runde |
| --- | --------------------- | --------------- |
| 05. | Meryl O’Hara Wood     | Viertelfinale   |
| 06. | Katherine Le Mesurier | Viertelfinale   |
| 07. | M. Richardson         | Viertelfinale   |
| 08. | H. Turner             | Viertelfinale   |

## Damendoppel
| Nr. | Paarung                              | Erreichte Runde |
| --- | ------------------------------------ | --------------- |
| 01. | Esna Boyd Meryl O’Hara Wood          | Sieg            |
| 02. | Daphne Akhurst Marjorie Cox          | Finale          |
| 03. | Sylvia Harper M. Richardson          | Halbfinale      |
| 04. | Katherine Le Mesurier Dorothy Weston | Halbfinale      |

## Mixed
| Nr. | Paarung                           | Erreichte Runde |
| --- | --------------------------------- | --------------- |
| 01. | James Willard Daphne Akhurst      | Finale          |
| 02. | John Hawkes Esna Boyd             | Sieg            |
| 03. | Pat O’Hara Wood Meryl O’Hara Wood | Halbfinale      |
| 04. | Garton Hone Sylvia Harper         | Halbfinale      |

| Nr. | Paarung                                   | Erreichte Runde |
| --- | ----------------------------------------- | --------------- |
| 05. | Rupert Wertheim Marjorie Cox              | Viertelfinale   |
| 06. | Richard Schlesinger Katherine Le Mesurier | Viertelfinale   |
| 07. | Norman Peach V. Mathias                   | Achtelfinale    |
| 08. | Ernest Rowe Dorothy Weston                | 1. Runde        |